# Dorab
Dorab (Chirocentrus dorab) – gatunek dużej i szybkiej, morskiej ryby śledziokształtnej z rodziny dorabowatych (Chirocentridae), z powodu wyglądu i sposobu żerowania określanej mianem „wilczego śledzia”. W polskim systemie klasyfikacji celnej ISZTAR był klasyfikowany jako tzw. „śledź indiański” (podpozycja 0302 69 99).
Zasięg występowania tego gatunku obejmuje cieplejsze, głównie przybrzeżne wody Indo-Pacyfiku (Ocean Indyjski i Ocean Spokojny)  – od Morza Czerwonego i Afryki Wschodniej po Japonię, Filipiny i Australię.
Dokładniejszy opis budowy, biologii i ekologii przedstawiono w artykule o rodzinie:
W odróżnieniu od pokrewnego gatunku dorab ma płetwy piersiowe stosunkowo krótkie (11–13% długości standardowej), a górna część jego płetwy grzbietowej ma czarne znaczenia. Płetwy doraba białopłetwego są dłuższe (13–18% długości standardowej), a na płetwie grzbietowej brak czarnych znaczeń.